# Tên các thành phố châu Âu trong các thứ tiếng khác nhau: A
| Tên tiếng Việt  | Các tên khác hoặc tên cũ |
| --------------- | --- |
| Aabenraa        | Aabenraa (tiếng Đan Mạch*, tiếng Na Uy*), Åbenrå (cách khác trong tiếng Đan Mạch, tiếng Thụy Điển*), Abenra - Абенра (tiếng Macedonia), Apenrade (tiếng Đức*), Obenro (tiếng Litva*), Obenro - Обенро (tiếng Serbia) |
| Aachen          | Aachen (tiếng Indonesia*, tiếng Croatia*, tiếng Đan Mạch*, tiếng Estonia*, tiếng Phần Lan*, tiếng Đức*, tiếng Hungary*, Interlingua*, tiếng Ireland*, tiếng Na Uy*, Romanian*, tiếng Slovakia*, Slovene*, tiếng Thụy Điển*), Aachen - Άαχεν (tiếng Hy Lạp)*, Aachen - אאכן (Hebrew)*, Aakhen - Аахен (tiếng Nga*, Ukrainian*), Aakheni - აახენი (Georgian)*, Aaxen (Azeri)*, Achenas (tiếng Litva)*, Ahen (tiếng Thổ Nhĩ Kỳ), Āhen - アーヘン (tiếng Nhật)*, Ahen - Ахен (Bulgarian*, tiếng Serbia*, tiếng Macedonia), Ahen - 아헨 (tiếng Hàn)*, Āhene (tiếng Latvia)*, Aheng - 阿亨 hoặc Yachen - 亞琛 (tiếng Trung)*, Aix-la-Chapelle (tiếng Anh cổ, tiếng Pháp*), Aken (tiếng Hà Lan)*, Akeno (tiếng Esperanto)*, Akwizgran (tiếng Ba Lan)*, Akyísgranon - Ακυίσγρανον (tiếng Hy Lạp - καθαρεύουσα), Aoke (tiếng Limburg)*, Aquae Grani hoặc Aquisgranum (tiếng Latin)*, Aquisgrà (tiếng Catalunya)*, Aquisgrán (tiếng Tây Ban Nha)*, Aquisgrana (tiếng Ý *, Aquisgrana hoặc Aquisgrão (tiếng Bồ Đào Nha)*, Åxhe (Walloon)*, Cáchy (tiếng Séc*, tiếng Slovakia cổ*), Oakens (Gronings), Oche (Aachen dialect*, Kashubian)*, Oochen (tiếng tiếng Luxembourg)*, آخن (tiếng Ả Rập*, Persian*), อาเค่น (tiếng Thái)*                  |
| Aalborg         | Aalborg (tiếng Đan Mạch*, tiếng Đức, tiếng Hà Lan, tiếng Na Uy*, tiếng Tây Ban Nha), Oalbörg (Gronings), Álaborg (tiếng Iceland*), Alborg - Алборг (tiếng Serbia*), Alborg - Олбор (Bulgarian*), Ålborg (tiếng Thụy Điển*), Olborga (tiếng Latvia*), Olborgas (tiếng Litva*), Ōrubō - オールボー (tiếng Nhật)*, Olboreu - 올보르 (tiếng Hàn)* |
| Aalst           | Aals (tiếng Limburg)*, Aalst (tiếng Hà Lan*, tiếng Đức), Alost (tiếng Pháp)*, Alósti - Αλόστη (tiếng Hy Lạp), Alst - Алст (tiếng Macedonia, tiếng Serbia), Oilsjt (South Brabantian [used during Carnival])* |
| Aarhus          | Aarhaus (tiếng Đức cũ*), Aarhus (tiếng Đan Mạch*, tiếng Hà Lan*, tiếng Hungary*, tiếng Na Uy*), Aoerhusi - 奧爾胡斯 (tiếng Trung*), Arenhusen (tiếng Đức cũ*), Århus (cách khác trong tiếng Đan Mạch, tiếng Phần Lan*, tiếng Đức*, tiếng Thụy Điển*), Árósar (tiếng Iceland*), Oarhoes (Gronings), Ōfusu - オーフス (tiếng Nhật)*, Oreuhuseu / Orŭhusŭ - 오르후스 (tiếng Hàn*), Orhus (tiếng Litva*, tiếng Thổ Nhĩ Kỳ), Orhus - Орхус (Bulgarian*, tiếng Macedonia, tiếng Nga, tiếng Serbia*), Orhūsa (tiếng Latvia*), Aros / Aarhusium (tiếng Latin*) |
| Abbeville       | Abbatis Villa (tiếng Latin), Abbeville (tiếng Pháp*, tiếng Hà Lan*, tiếng Đức, tiếng Romania*), Abevil - Абевил (tiếng Serbia*), Abvil - Абвиль (tiếng Nga)*, Abvil - Абвил (tiếng Macedonia), Abvil (tiếng Thổ Nhĩ Kỳ) |
| Aberdeen        | Obar Dheathain (Scottish Gaelic)*, Aiberdeen (Scots)*, Obar Deathain (tiếng Ireland), Aberdin - Абердин (tiếng Nga*, tiếng Macedonia*, tiếng Serbia*), Aberdin (tiếng Thổ Nhĩ Kỳ), Aberdonia hoặc Devana hoặc Aberdona hoặc Verniconam hoặc Aberdonum hoặc Aberdonium hoặc Abredonia hoặc Devanha (tiếng Latin)*, Yaboding - 亞伯丁 (tiếng Trung)*, Abadīn - アバディーン (tiếng Nhật)* |
| Adjud           | Adjud (tiếng Romania)*, Egyedhalma (tiếng Hungary), Adžud - Аџуд (tiếng Macedonia, tiếng Serbia) |
| Aiud            | Aiud (tiếng Romania)*, Ajud - Ајуд (tiếng Macedonia, tiếng Serbia*), Nagyenyed (tiếng Hungary)*, Straßburg am Mieresch (tiếng Đức)* |
| Aix-en-Provence | Aikso Provenca (tiếng Esperanto)*, Ais (Provençal), Ais de Provença (tiếng Catalunya*, Occitan*, tiếng Bồ Đào Nha*), Aix-en-Provence (tiếng Hà Lan*, tiếng Pháp*, tiếng Romania*, tiếng Phần Lan*), Aquae Sextiae (tiếng Latin)*, Eksangpeurobangseu / Eksangp'ŭrobangsŭ - 엑상프로방스 (tiếng Hàn)*, Eks-an-Provans - Экс-ан-Прованс (tiếng Nga)*, Eks an Provans - Екс ан Прованс (tiếng Serbia*), Eks-an-Provans (tiếng Thổ Nhĩ Kỳ) |
| Aix-les-Bains   | Aix-les-Bains (tiếng Hà Lan*, tiếng Pháp*, tiếng Phần Lan*), Aquae Gratianae (tiếng Latin)*, Eks le Ben - Екс ле Бен (tiếng Serbia*), Ekusureban - エクスレバン (tiếng Nhật)* |
| Ajaccio         | Aiacciu (Corsican)*, Αιάκειο (tiếng Hy Lạp), Ajaccio (tiếng Catalunya cs:Ajaccio, tiếng Hà Lan*, tiếng Pháp*, tiếng Phần Lan*, tiếng Ý*, tiếng Tây Ban Nha*), Ajačio - Ајачио or Ažaksio - Ажаксио (tiếng Macedonia), Ajačo - Ајачо (tiếng Serbia*), Ajaksio - 아작시오 or Ayacho / Ayach'o - 아야초 (tiếng Hàn)*, Ajakushio - アジャクシオ (tiếng Nhật)*, Ayachcho - Аяччо (tiếng Nga)*, Ayakexiao - 阿雅克肖 (tiếng Trung)*, Ayaçço (tiếng Thổ Nhĩ Kỳ) |
| Ajdovščina      | Ajdovščina (Slovene)*, Ajdovščina - Ајдовшчина (tiếng Serbia*), Aidussina (tiếng Ý), Haidenschaft (tiếng Đức), Castrum ad fluvium frigidum (tiếng Latin) |
| Albacete        | Albacete (tiếng Hà Lan, tiếng Indonesia, tiếng Phần Lan, tiếng Đức, tiếng Tây Ban Nha*), Albacète (tiếng Pháp), al-Basīt (tiếng Ả Rập)*, Albaset - Албасет (tiếng Macedonia), Albasete - Альбасете (tiếng Nga)*, Albasete - Албасете (tiếng Serbia*), Arubasete - アルバセテ (tiếng Nhật)* |
| Alba Iulia      | Alba Iulia (tiếng Romania)*, Alba-Julia (tiếng Pháp), Alba Julija - Алба Јулија (tiếng Serbia*, tiếng Macedonia), Apulon (Dacian)*, Apulum (tiếng Latin)*, Bălgrad (tên cũ)*, Erdel Belgradı (tiếng Thổ Nhĩ Kỳ Ottoman), Gyulafehérvár (tiếng Hungary)*, Karlsburg (tiếng Đức)*, Weißenburg (tiếng Đức cũ)* |
| Alexandroupolis | Aleksandropolis (tiếng Phần Lan), Aleksandrupolis (tiếng Litva), Aleksandrupolis - Александруполис (tiếng Macedonia, tiếng Nga, tiếng Serbia*), Aleksandrupolis - Александруполіс (Ukrainian) *, Alessandropoli (tiếng Ý), Alexandrúpoli (tiếng Catalunya),Alexandropolis (tiếng Latin)*, Alexandroúpoli - Αλεξανδρούπολη (tiếng Hy Lạp)*, Alexandroúpolis - Αλεξανδρούπολις (tiếng Hy Lạp-Katharevousa), Dedeağaç (tiếng Thổ Nhĩ Kỳ)*, Dedeagatch (tên cũ)*, Dedeagh (tiếng Pháp cũ)* |
| Algeciras       | Al-Jazeera Al-Khudra (tiếng Ả Rập)*, Algeciras (tiếng Hà Lan, tiếng Phần Lan*, tiếng Đức, tiếng Tây Ban Nha*), Algesiras (tiếng Litva), Algésiras (tiếng Pháp)*, Algesires (tiếng Catalunya)*, Alhesiras - Алхесирас (tiếng Macedonia, tiếng Serbia*), Al'khesiras - Альхесирас (tiếng Nga)* |
| Alghero         | Algero - Алгеро (tiếng Macedonia, tiếng Serbia*), Alghero (tiếng Phần Lan*, tiếng Ý*), Alĝiro (tiếng Esperanto), L'Alguer (tiếng Catalunya*, Occitan*), Alguer (Gallego*, tiếng Tây Ban Nha*), Alguero (Ladino)*, S'Alighera* và Alighera*(Sardinian), Aliera và L'Aliera * (Sassarese) |
| Alicante        | Akra Leuke - Ἄκρα Λευκὴ (tiếng Hy Lạp Cổ đại), al-Laqant - اللقنت (tiếng Ả Rập)*, Alacant (tiếng Catalunya*), Alakanto (tiếng Esperanto)*, Alicante (tiếng Hà Lan*, tiếng Phần Lan*, tiếng Pháp*, tiếng Đức*, tiếng Bồ Đào Nha*, tiếng Romania*, tiếng Tây Ban Nha*), Alikante (Ladino*, tiếng Latvia*), Alikantė (tiếng Litva)*, Alikante - Аликанте (tiếng Macedonia, tiếng Nga*, tiếng Serbia*), Lucentum (tiếng Latin)* |
| Almería         | Al Mariyya (tiếng Ả Rập Cổ đại), Almeria (tiếng Catalunya), Almería (tiếng Tây Ban Nha), Almeria (tiếng Bồ Đào Nha), Almerija - Алмерија (tiếng Serbia*), Al'meriya - Альмерия (tiếng Nga)*, Urci (tiếng Latin) |
| Alytus          | Alīta (tiếng Latvia), Alite (Yiddish), Alitus - Алитус (tiếng Serbia*), Allituseu / Allit'usŭ - 알리투스 (tiếng Hàn)*, Olita (tiếng Ba Lan), Olita - Олита (tiếng Nga) |
| Amsterdam       | Aemstelredamme or Amstelredam (tiếng Hà Lan cũ), Amseutereudam / Amsŭt'erŭdam - 암스테르담 (tiếng Hàn)*, Amstardam (tiếng Ireland), Amstardām - أمستردام (tiếng Ả Rập)*, Amstelodamon - Αμστελόδαμον (tiếng Hy Lạp - καθαρεύουσα), Amstelodamum (tiếng Latin)*, Amsterdam (Azeri*, tiếng Indonesia*, tiếng Catalunya*, tiếng Croatia*, tiếng Hà Lan*, tiếng Estonia*, tiếng Phần Lan*, tiếng Pháp*, tiếng Đức, tiếng Ý*, tiếng Limburg*, Maltese, tiếng Ba Lan*, tiếng Romania*, Scottish Gaelic*, tiếng Thụy Điển*, Tagalog*, tiếng Thổ Nhĩ Kỳ*), Amsterdam - Амстердам (Bulgarian*, tiếng Macedonia, tiếng Nga*, tiếng Serbia*, Ukrainian)*, Amsterdam - אמסטרדם (Hebrew)*, Ámsterdam (tiếng Tây Ban Nha)*, Amsterdama (tiếng Latvia)*, Amsterdamas (tiếng Litva)*, Amsterdamo (Esperanto)*, آمستردام (Âmesterdâm) (Persian), Amsterdão / Amsterdã / Amesterdão (tiếng Bồ Đào Nha)*, Amsterntam - Άμστερνταμ (tiếng Hy Lạp)*, Amsterodam (tiếng Séc)*, Amstyerdam - Амстэрдам (Belarusian)*, Amszterdam (tiếng Hungary)*, Amusitedan - 阿姆斯特丹 (tiếng Trung)*, Amusuterudamu - アムステルダム (tiếng Nhật)*, Mokum hoặc Mokum Aleph or Groot-Mokum (Yiddish)*                                                                  |
| Ancona          | Agkóna - Αγκώνα (tiếng Hy Lạp), Ancona (tiếng Croatia, tiếng Hà Lan, tiếng Đức, tiếng Ý), Ancône (tiếng Pháp)*, Ankena - 安科納 (tiếng Trung)*, Ankōna - アンコーナ (tiếng Nhật)*, Ankona / Ank'ona - 안코나 (tiếng Hàn)*, Ankona (Maltese, tiếng Ba Lan*), Ankona - Анкона (tiếng Nga*, tiếng Serbia*), Jakin (tiếng Croatia cũ)* |
| Anklam          | Anclam (cách đánh vần tiếng Đức cũ)*, Anklam (tiếng Đức)*, Anklam - Анклам (tiếng Macedonia, tiếng Serbia), Nakło nad Pianą (tiếng Ba Lan)*, Tanglim (old Slavic)*, |
| Antwerp         | Amberes (tiếng Tây Ban Nha)*, Amvérsa - Αμβέρσα (tiếng Hy Lạp), Anteubereupeon / Ant'ŭberŭp'ŏn - 안트베르펀 (tiếng Hàn)*, Anteweipu - 安特衛普 (tiếng Trung)*, Antorf (tiếng Đức cũ)*, Antowāpu - アントワープ (tiếng Nhật)*, Antuairp (tiếng Ireland), Antuérpia (tiếng Bồ Đào Nha)*, Antverpen - Антверпен (tiếng Macedonia, tiếng Nga*, tiếng Serbia*, Ukrainian*), Antverpen - אנטוורפן (Hebrew), Antverpenas (tiếng Litva), Antverpene (tiếng Latvia), Antverpeno (Esperanto)*, Antverpy (tiếng Séc, tiếng Slovakia), Antwaarp (Gronings), Antwerpe (neighbouring dialect, tiếng Limburg), Antwerpen (tiếng Croatia*, tiếng Hà Lan*, tiếng Estonia*, tiếng Phần Lan*, tiếng Đức*, tiếng Hungary*, tiếng Na Uy*, tiếng Thụy Điển*), Antwerpia (tiếng Ba Lan)*, Antwīrb (tiếng Ả Rập), Anveres (Ladino), Anvers (tiếng Pháp*, tiếng Catalunya*, tiếng Romania*), Anversa (tiếng Ý)*, Anviesse (Walloon) |
| Aosta           | Aosta (tiếng Ý*), Aoste (tiếng Pháp), Aoûta (Arpitan), Augschtal (Walser tiếng Đức), Aousta (Piedmontese), Osten (tiếng Đức - obsolete) |
| Aquileia        | Akuilaiya - 阿奎萊亞 (tiếng Trung)*, Akvileja - Аквилеја (tiếng Macedonia, tiếng Serbia*), Akvilia (tiếng Phần Lan), Akwileja (tiếng Ba Lan)*, Aquilea (tiếng Tây Ban Nha), Aquileia (tiếng Ý*, tiếng Bồ Đào Nha*, tiếng Catalunya, tiếng Romania), Aquilée (tiếng Pháp)*, Aquilee (Friulian)*, Aquileja or Agley (tiếng Đức)*, Oglej (Slovene)* |
| Arkhangelsk     | Arcangel (tiếng Bồ Đào Nha)*, Arcangelo (tiếng Ý)*, Archandělsk (tiếng Séc)*, Archangel (former English), Arkhànguelsk (tiếng Catalunya), Arcàngel (tiếng Catalunya cổ), Archangelsk (tiếng Hà Lan*, tiếng Đức*), Archangelsk - ארחנגלסק (Hebrew)*, Archangelskas (tiếng Litva)*, Archangeľsk (tiếng Slovakia*, Archangielsk (tiếng Ba Lan)*, Areuhangelseukeu / Arŭhan'gelsŭk'ŭ - 아르한겔스크 (tiếng Hàn)*, Arhangelsk (tiếng Croatia*, tiếng Estonia*), Arhangelsk - Архангелск (tiếng Macedonia*, tiếng Serbia*), Arhangeļska (tiếng Latvia)*, Arhangelszk (tiếng Hungary), Arhangersike - 阿尔汉格尔斯克 (tiếng Trung)*, Arhanghelsk (tiếng Romania*, tiếng Thổ Nhĩ Kỳ*), Arjángelsk (tiếng Tây Ban Nha)*, Arkángel (biến thể trong tiếng Tây Ban Nha)*, Arkangeli (tiếng Phần Lan)*, Arkangelsko (Esperanto)*, Arkhangel (tiếng Pháp)*, Arkhangel'sk - Архангельск (tiếng Nga)*, Αρχάγγελος (tiếng Hy Lạp)*, Arxangelsk (Azeri)*, Sint-Michiel (tiếng Hà Lan*, antiquated) |
| Arlon           | Aarlen (tiếng Hà Lan)*, Arel (tiếng Đức*, tiếng Luxembourg*), Arlon (tiếng Pháp*, tiếng Phần Lan*), Arlon - Арлон (tiếng Macedonia*, tiếng Nga*, tiếng Serbia*) |
| Arnhem          | Anamu - 阿納姆 (tiếng Trung)*, Arnheim (tiếng Đức)*, Arnhem (tiếng Croatia*, tiếng Hà Lan*, tiếng Pháp*, tiếng Ba Lan *), Arnhem - Арнхем (tiếng Macedonia)*, Ārnhema (tiếng Latvia)*, Arnhim (West Frisian)*, Arnem - Арнем (tiếng Serbia*), Ernem (phương ngữ địa phương) |
| Arras           | Aras - Арас (tiếng Macedonia*, tiếng Serbia*), Arasu - アラス (tiếng Nhật)*, Arazzo (tiếng Ý Trung Cổ)*, Arracht (Gronings), Arràs (tiếng Catalunya), Arras (tiếng Pháp*, tiếng Đức*, tiếng Ý*, tiếng Bồ Đào Nha*, tiếng Romania*, tiếng Thụy Điển*), Atrecht (tiếng Hà Lan)* |
| Aschaffenburg   | Ašafenburg - Ашафенбург (tiếng Macedonia*, tiếng Serbia), Aschaffenbourg (tiếng Pháp)*, Aschaffenburg (tiếng Hà Lan*, tiếng Đức*, tiếng Catalunya), Aschaffenburgo (tiếng Tây Ban Nha)* |
| Assisi          | Ascesi (tiếng Ý Trung Cổ)*, Asís (tiếng Tây Ban Nha)*, Asisi - 亞西西 (tiếng Trung)*, Asisi - 아시시 (tiếng Hàn)*, Asisi (tiếng Romania*), Asisi - Асиси (tiếng Macedonia)*, Asizi - Асизи (tiếng Serbia*), Asizo (tiếng Esperanto)*, Assis (tiếng Bồ Đào Nha)*, Assís (tiếng Catalunya), Assise (tiếng Pháp)*, Assisien (tiếng Đức)*, Assisi (tiếng Hà Lan*, tiếng Ý*, Maltese), Ασσίζη (tiếng Hy Lạp)*, Assizi - Ассизи (tiếng Nga)*, Asyż (tiếng Ba Lan)* |
| Astrakhan       | Aseuteurahan / Asŭt'ŭrahan - 아스트라한 (tiếng Hàn)*, Ästerxan (Tatar)*, Astracã (tiếng Bồ Đào Nha)*, an Astracáin (tiếng Ireland), Astracanum (tiếng Latin)*, Astrachan (tiếng Hà Lan*, tiếng Đức*), Astrachań (tiếng Ba Lan)*, Astrachán (tiếng Slovakia)*), Astrachán - Αστραχάν (tiếng Hy Lạp)*, Astrahan (tiếng Croatia*, tiếng Estonia*, tiếng Phần Lan*, tiếng Thổ Nhĩ Kỳ*), Astrahan - Астрахан (tiếng Serbia*), Astraĥano (tiếng Esperanto)*, Astraján or Astracán (tiếng Tây Ban Nha)*, Astrakhan (tiếng Pháp*, tiếng Ý*), Astrakhan - Астрахань (tiếng Nga)*, Âstrâkhân - آستراخان (Persian), Asutorahan - アストラハン (tiếng Nhật)*, Asztrahány (tiếng Hungary)*, Hâjitarkhân - حاجیترخان (former Persian), Həştərxan (Azeri)*, Xacitarxan (former Tatar), Yasitelahan - 亞斯特拉罕 (tiếng Trung)* |
| Athens          | Afina (Azeri)*, Afiny - Афины (tiếng Nga)*, Afiny / Ateny (dạng cũ) - Афіни / Атени (Ukrainian)*, An Aithin (tiếng Ireland)*, An Àithne (Scottish Gaelic)*, Ateena (tiếng Estonia*, tiếng Phần Lan*), Aten (tiếng Na Uy*, tiếng Thụy Điển*), Aten - אַטען (Yiddish)*, Atena (tiếng Indonesia*, tiếng Croatia*, tiếng Romania*), Atėnai (tiếng Litva)*, Atenas (Ladino, tiếng Bồ Đào Nha*, tiếng Tây Ban Nha*, Tagalog*), Atēnas (tiếng Latvia)*, Atene (tiếng Ý*, Slovene*), Atene - アテネ (tiếng Nhật)*, Atene / At'ene - 아테네 (tiếng Hàn)*, Atenes (tiếng Catalunya)*, Ateni (Maltese), Աթենք / Atenk (Armenian)*, Ateno (tiếng Esperanto)*, Ateny (tiếng Ba Lan) *, Atény (tiếng Séc*, tiếng Slovakia*), Athen (tiếng Đan Mạch*, tiếng Đức*, tiếng Na Uy*, Welsh*), Athén (tiếng Hungary)*, Aþena (tiếng Iceland)*, Atena (tiếng Iceland, hiếm)*, Athenae (tiếng Latin)*, Athene (tiếng Hà Lan*, tiếng Limburg*), Athènes (tiếng Pháp)*, Athény (cách viết khác trong tiếng Séc)*, Athína - Αθήνα (tiếng Hy Lạp)*, Atina (tiếng Thổ Nhĩ Kỳ)*, Atīnā (tiếng Ả Rập), Atina - Атина (Bulgarian*, tiếng Macedonia*, tiếng Serbia*), Atuna - אתונה (Hebrew)*, Cetines (tiếng Catalunya cổ), Yadian - 雅典 (giản thể) (tiếng Trung)* |
| Athlone         | Baile Átha Luain (tiếng Ireland)*, Atlon - Атлон (tiếng Serbia*) |
| Augsburg        | Ágosta (tiếng Hungary cổ), Aogesibao - 奧格斯堡 (tiếng Trung)*, Augsburg – Άουγκσμπουργκ (tiếng Hy Lạp)*, Augsbourg (tiếng Pháp)*, Augsburg (tiếng Hà Lan*, tiếng Đức*, tiếng Phần Lan*, tiếng Hungary, tiếng Ba Lan*, Catalan*, tiếng Romania*, tiếng Thổ Nhĩ Kỳ*), Augsburg – Аугсбург (tiếng Macedonia*, tiếng Nga*), Augsburg – אוגסבורג (Hebrew)*, Augsburga (tiếng Latvia)*,Ágsborg (tiếng Iceland*, Augsburgo (tiếng Bồ Đào Nha*, tiếng Tây Ban Nha*), Aŭgsburgo (tiếng Esperanto)*, Augšpurk / Aušpurk (tiếng Séc)*, Augzburg - Аугзбург (tiếng Serbia*), Augusta (tiếng Ý)*, Augusta Vindelicorum (tiếng Latin)*, Aukusuburuku - アウクスブルク (tiếng Nhật)*, Avgústa - Αυγούστα (cách viết khác trong tiếng Hy Lạp)*, Oogsborg (tiếng Hạ Saxon) |
| Aurich          | Aurich (tiếng Đức), Auerk (tiếng Hạ Đức, Saterlandic), Aurich - אאוריך (Hebrew), Aurih - Аурих (tiếng Serbia*), Auwerk (Gronings, Tây Frisian) |
| Avignon         | Abinyong - 아비뇽 (tiếng Hàn)*, Avenio (tiếng Latin)*, Avignon (tiếng Croatia*, tiếng Hà Lan*, tiếng Pháp*, tiếng Phần Lan*, tiếng Đức*, tiếng Romania*), Avignone (tiếng Ý)*, Avignoun (Provençal)*, Avinhão (tiếng Bồ Đào Nha)*, Avinhon (Occitan)*, Avinjon - Авињон (tiếng Macedonia*, tiếng Serbia*), Avinjono (tiếng Esperanto)*, Aviñón (tiếng Tây Ban Nha)*, Aviņona (tiếng Latvia)*, Avinyó (tiếng Catalunya)*, Avin'on - Авиньон (tiếng Nga)*, Aweiniweng - 阿維尼翁 (tiếng Trung)*, Awinion (tiếng Ba Lan)* |